# Taekwondo-Europameisterschaften 1978
Die Taekwondo-Europameisterschaften 1978 fanden vom 20. bis 22. Oktober 1978 in München statt. Veranstaltet wurden die Titelkämpfe von der European Taekwondo Union (ETU). Insgesamt fanden acht Wettbewerbe bei den Männern in unterschiedlichen Gewichtsklassen statt.
Erfolgreichste Nation war die gastgebende Bundesrepublik, deren Kämpfer vier Gold-, drei Silber- und fünf Bronzemedaillen gewannen. Auf den Plätzen folgten Spanien und die Niederlande.

## Medaillengewinner
| Gewichtsklasse | Gold                | Silber            | Bronze               |
| -------------- | ------------------- | ----------------- | -------------------- |
| - 48 kg        | Manuel López        | Joaquim Escarmena | Reinhard Langer      |
| - 48 kg        | Manuel López        | Joaquim Escarmena | Tom van Gils         |
| - 53 kg        | Geremia Di Costanzo | Jesús Benito      | Hermann Maier        |
| - 53 kg        | Geremia Di Costanzo | Jesús Benito      | Ludwig van Dalm      |
| - 58 kg        | Felipe Walino       | Claus Petersen    | Josef Ascanio        |
| - 58 kg        | Felipe Walino       | Claus Petersen    | Herman Hartevelt     |
| - 63 kg        | Hubert Leuchter     | Johan Lapre       | Massimo Mancini      |
| - 63 kg        | Hubert Leuchter     | Johan Lapre       | Detlef Weil          |
| - 68 kg        | Ruben Thijs         | Karl Wohlfahrt    | Augustin Denit       |
| - 68 kg        | Ruben Thijs         | Karl Wohlfahrt    | Sisimos Mpelos       |
| - 74 kg        | Rainer Müller       | Bruno Barberio    | Hans Brugmans        |
| - 74 kg        | Rainer Müller       | Bruno Barberio    | Helmut Gärtner       |
| - 80 kg        | Richard Schulz      | Tini Dona         | Vitale Monti         |
| - 80 kg        | Richard Schulz      | Tini Dona         | Gerhard Wiegleb      |
| + 80 kg        | Dirk Jung           | Uwe Weigel        | Ben Oude Luttikhuis  |
| + 80 kg        | Dirk Jung           | Uwe Weigel        | Harrie van Nijendaal |

## Medaillenspiegel
| Platz  | Land           | Gold | Silber | Bronze | Gesamt |
| ------ | -------------- | ---- | ------ | ------ | ------ |
| 1      | BR Deutschland | 4    | 3      | 5      | 12     |
| 2      | Spanien        | 2    | 1      | 1      | 4      |
| 3      | Niederlande    | 1    | 2      | 6      | 9      |
| 4      | Italien        | 1    | 1      | 3      | 5      |
| 5      | Dänemark       | −    | 1      | −      | 1      |
| 6      | Griechenland   | −    | −      | 1      | 1      |
| Gesamt | Gesamt         | 8    | 8      | 16     | 32     |